# Lo somni
Lo somni (1399) és l'obra mestra de Bernat Metge (Barcelona, entre 1340 i 1346 - 1413) i considerada la primera manifestació de prosa humanística en català. Metge l'escrigué amb l'objectiu de defensar la seva innocència davant el nou rei, i hi explica com, a la presó estant, se li apareix en un somni el rei Joan el Caçador, mort feia poc. L'obra està escrita en prosa, dividida en quatre llibres, i es basa en el recurs clàssic del debat (entre Metge, el rei Joan I i d'altres personatges que se li apareixen) per a introduir i desenvolupar conceptes filosòfics.
En Lo somni, Metge fingeix un diàleg entre l'autor i l'esperit de Joan I amb un prestigiós recurs literari de regust platònic: la visió en somnis. El fet que estigui escrita en primera persona converteix Metge en una de les primeres personalitats intel·lectuals laiques catalanes que utilitzaren l'escriptura per al prestigi personal, amb l'objectiu de legitimar la seva solidesa moral i excel·lència professional.

## L'autor

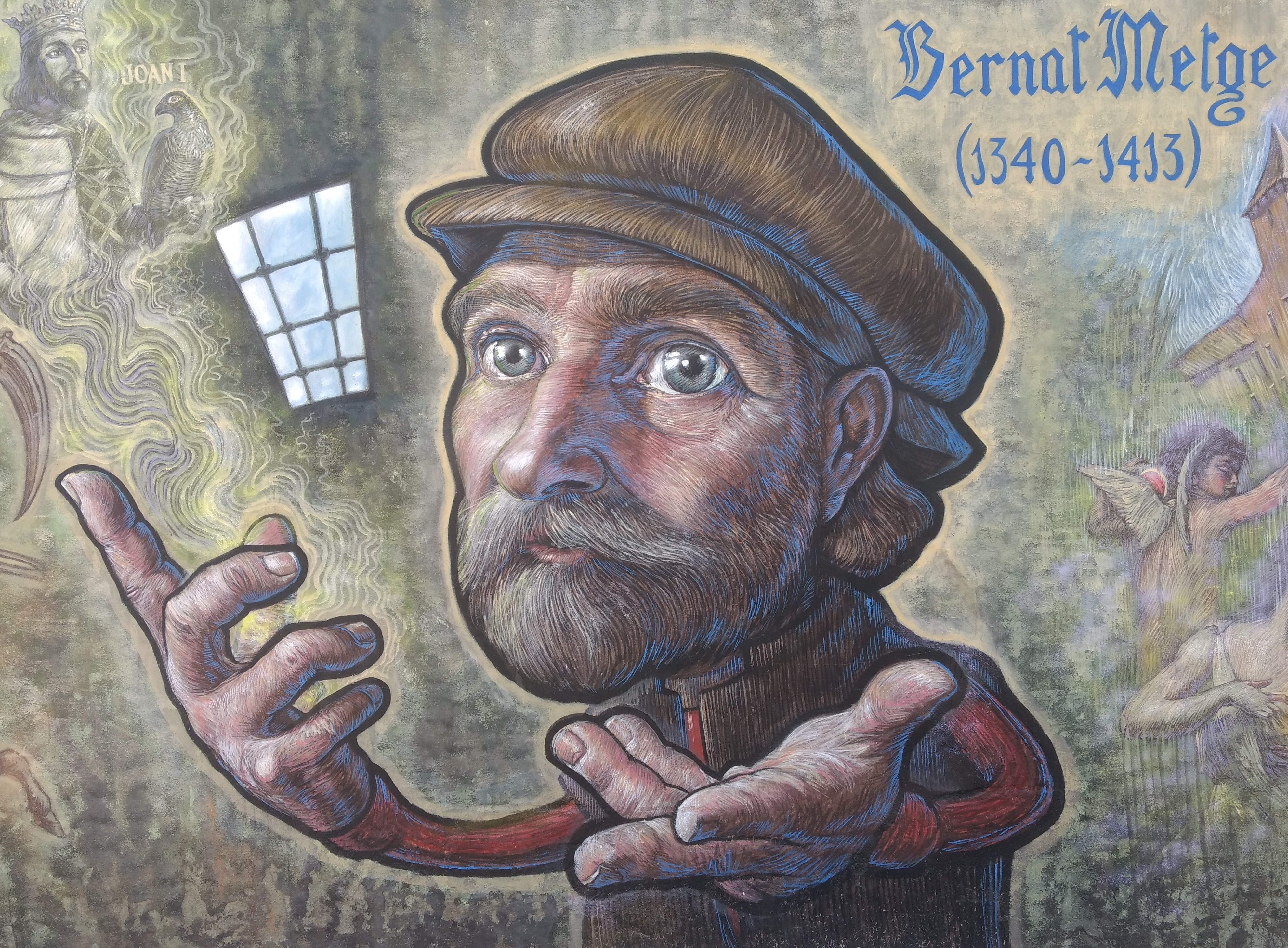
Retrat de Bernat Metge al Mural Literari de Muro fet per Toni Espinar.

### Formació
Bernat Metge nasqué a Barcelona entre 1340 i 1346, i morí a la mateixa ciutat el 1413. Fou escriptor, traductor i treballà com a funcionari reial a la cort de Joan el Caçador i Martí l'Humà. És considerat el primer representant de l'humanisme a les lletres catalanes i un dels millors prosistes del tombant del segle xiv. Metge és fill de Guillem Metge, un apotecari del qual quedà orfe el 1359. Seria el seu padrastre, Ferrer Saiol qui l'introduiria a la Cancelleria Reial on faria carrera. Gràcies al seu padrastre i la seva feina a la Cancelleria, Metge adquirí una bona formació en lletres i llegí una gran quantitat d'obres clàssiques i medievals. Metge feu de notari de la reina Elionor de Sicília, quan aquesta morí esdevingué escrivà del rei Joan el Caçador i es convertí en una persona de la seva confiança.

### Empresonament i redacció deLo somni
Durant els anys vuitanta, Metge tingué diversos problemes amb la justícia i acusacions de corrupció que feren que se'l processés el 1388. Tanmateix, els detalls d'aquest afer són desconeguts.
Després de la mort del Caçador accidental durant una cacera, Metge fou processat novament per corrupció i traïció juntament amb altres funcionaris, acusats de l'assassinat del rei, de fer un ús indegut de diners públics i de ser contraris a la successió lateral a favor de Martí l'Humà. La Corona es trobava en una situació greu de crisi econòmica i la presència de companyies de mercenaris dins del regne produïen una gran inestabilitat.
A aquest trasbals i inseguretat s'hi afegia el fet que el nou rei Martí l'Humà es trobava a Sicília i trigà un any a arribar a la península. Durant aquest temps, la reina Maria de Luna va processar els homes de confiança del Caçador, entre els quals Bernat Metge. En arribar a Barcelona el 1397, Martí I alliberà els presos i el 7 de desembre 1398, un cop ja s'havia consolidat en el poder, signà l'absolució general. Després d'això la majoria dels processats van tornar als seus antics càrrecs.
Arran d'aquestes acusacions, escrigué la seva obra mestra Lo somni. A través del diàleg amb l'ànima de Joan el Caçador, Metge defensava la seva innocència. Tot i que no consta que fos empresonat, a Lo somni es narra tant el somni febrós del protagonista entre reixes com el seu alliberament, per tant, l'obra s'hauria d'haver escrit a partir de l'absolució general de 1398.

### Restitució i mort
Després de l'absolució de 1398 i passà al servei del rei Martí I fins a la mort del monarca (1410). Gràcies a Martí I, i després d'aconseguir el seu propòsit amb Lo somni, a partir de 1399 fou reintegrat progressivament en càrrecs oficials fins a la seva rehabilitació com a secretari de la Cancelleria Reial primer i com a secretari personal del rei després. Durant l'interregne afavorí la causa urgellista i amb l'adveniment de Ferran d'Antequera el 1412, tornà a ser apartat dels afers d'estat. A partir d'aquest moment visqué com a privat i ciutadà honrat de Barcelona fins a la seva mort el 1413.

### Altres obres
Abans de Lo somni, Metge escrigué obres en vers com Llibre de Fortuna e Prudència (1381), inspirada en la Consolació de la filosofia de Boeci, narra el seu viatge de metge a l'illa de Fortuna on és maltractat per aquesta deessa de doble cara. També escriu Sermó humorístic i paròdic, una obra satírica en què parodia els sermons dels predicadors. A la presó, juntament amb Lo somni escriurà Medicina apropiada a tot mal (1396), obra en què es descriu un preparat farmacèutic de per riure, una falsa recepta que tot ho cura.
Pel que fa a la seva obra en prosa, escrigué Com se comportà Ovidi essent enamorat, una traducció De vetula aleshores atribuïda erròniament a Ovidi, la història de Valter e Griselda (1388), una traducció de les epístoles llatines de Petrarca, que al seu temps era una traducció de l'últim llibre del Decameró de Bocaccio. També se n'ha conservat incompleta L’Apologia, una obra inspirada en el Secretum de Petrarca, que té la forma d'un diàleg entre l'escriptor i un amic seu, on manifesta una actitud humanística en elogiar els llibres dels autors antics.

## Context
Lo somni de Bernat Metge és considerada l'obra més important de l'humanisme en llengua catalana. Aquest moviment cultural i intel·lectual arriba a la Corona d'Aragó durant les dues últimes dècades del segle xiv i la primera meitat del segle xv (durant els regnats de Joan el Caçador, Martí l’Humà i Alfons el Magnànim), un fet que, sense trencar amb l'edat mitjana, introduirà algunes novetats en la producció literària de l'època. Així doncs, la literatura catalana es caracteritzarà per una tendència classicitzant que imita els autors clàssics com Ciceró, Tucídides, Plutarc, Aristòtil, Isop, Virgili, Horaci, Lucà, Ovidi o Sèneca, alguns dels quals seran traduïts al català en aquesta època, i que influiran clarament a autors com Bernat Metge o Joan Roís de Corella. Precisament la Cancelleria Reial, òrgan del qual Metge fou secretari, difondrà una prosa llatinitzant de caràcter jurídic i administratiu influïda per Ciceró, un autor que influí clarament en la redacció de Lo somni amb un dels passatges de la República: «Somni d'Escipió».
Quan Lo somni fou escrit l'any 1399 l'humanisme acabava d'arribar a la Corona d'Aragó. Bernat Metge l'escrigué tot just després d'haver estat absolt de l'acusació a la qual ell i trenta-set consellers reials més havien estat sotmesos. Segons aquesta acusació, la mort de Joan el Caçador hauria estat causada per un mal suggeriment per part dels consellers. Aquesta mort tan sobtada era terrible des del punt de vista religiós, ja que el rei no havia rebut les atencions i les cerimònies necessàries perquè la seva ànima pogués anar al cel. Metge escrigué Lo somni com una defensa personal contra aquestes acusacions, per tal que la seva innocència quedés fora de tot dubte. A més, un dels altres objectius de l'obra era el de guanyar-se el favor del nou rei i la nova reina, Martí l'Humà i Maria de Luna. De fet, gràcies a Martí l'Humà, aconsegueix el seu propòsit amb Lo somni i a partir de 1399 es reintegra progressivament en càrrecs oficials fins que és rehabilitat com a secretari de la Cancelleria Reial primer i com a secretari personal del rei després.

## Argument

### Primer llibre
Al començament de l'obra, Bernat Metge narra que mentre es troba tancat injustament a la presó, s'adorm i rep en somnis la visita de l'ànima del rei Joan el Caçador que havia mort feia poc:
| «                        | Poc temps ha passat que estant en la presó, no per demèrits que mos perseguidors e envejosos sabessen contra mi (segons que despuis clarament a llur vergonya s'és demostrat), mas per sola iniquitat que m’havien, o per ventura per algun secret juí de Déu, un divendres, entorn mija nit, estudiant en la cambra on jo havia acostumat estar, la qual és testimoni de les mies cogitacions, me vénc fort gran desig de dormir, e llevant-me en peus passegé un poc per la dita cambra; mas sobtat de molta son, covenc-me gitar sobre lo llit, e sobtosament, sens despullar, adormí’m, no pas en la forma acostumada, mas en aquella que malalts o famejants solen dormir. […] E quan haguí ben remirat, especialment lo dessús dit hom de mija estatura, a mi fo vijares que veés lo rei En Joan d’Aragó, de gloriosa memòria, que poc temps havia que era passat d’aquesta vida, al qual jo llongament havia servit. E dubtant qui era, espaordí’m terriblement. | » |
| — Bernat Metge, Lo somni | |   |

Aquest somni angoixós és un recurs emprat per introduir la ficció narrativa i per establir el diàleg amb personatges que ja han mort. Es tracta d'un recurs pres de la tradició clàssica pres d'obres com el «Somni d'Escipió» de Ciceró o La consolació de la filosofia de Boeci.
El rei Joan I ve acompanyat de dos personatges de la mitologia dels quals de moment hom en desconeix la identitat. Metge dialoga amb Joan I que l'intenta convèncer de la immortalitat de l'ànima, atès que Metge es declara epicuri, és a dir, incrèdul. Finalment, Bernat acceptarà les idees del rei, però no ho farà per una qüestió de fe, sinó perquè considera que és l'opció més raonable. Això farà que Metge recuperi la felicitat, atès que per la teoria clàssica i medieval, la ignorància és una causa d'infelicitat. Aquest primer llibre reflecteix clarament el pensament humanista, ja que el protagonista ho posa en dubte tot i, a través del diàleg i l'argumentació racional, acaba formant-se una opinió al respecte.

### Segon llibre
En el segon llibre, es coneix la identitat dels dos acompanyants del rei Joan, que són els personatges de la mitologia clàssica: el poeta Orfeu i l'endeví Tirèsies. Metge discuteix amb aquests dos individus sobre temes d'actualitat com la mort sobtada del rei en una cacera. Això serveix per raonar les possibles causes de la mort i per parlar de quin deu ser el destí ultramundà del rei. Metge defensa l'honestedat de Joan el Caçador i el rei defensa que els interessos —la cacera o la música de ministrers— no feien mal a ningú:
| «                        | —¿E per què?—diguí jo.Fort me'n meravell, car en vostra vida fui molt familiar a vós, senyor, segons que sabets, e jamai no viu ni poguí conèixer que fóssets mal cristià ne impiadós. Be veïa que érets inclinats a alguns delits qui no em parien molt deshonests. —Los delits—dix ell—en què jo era inclinat no eren bastants tots sols a gitar-me en infern, ca no eren interès ne damnatge d'algú, sinó de mi mateix. Jo m'adeleitava molt més que no devia en caçar e escoltar ab gran plaer xandres e ministrers[…]. | » |
| — Bernat Metge, Lo somni | |   |

La discussió també serveix per reflexionar sobre la situació política del moment. El rei Joan I explica que el destí de la seva ànima no és l'Infern, sinó el Purgatori, on la seva ànima serà purificada per després poder anar al Cel. Aquesta part és un element molt important en la defensa de la innocència de Bernat Metge. Finalment, també dialoguen sobre el Cisma que en aquell moment dividí la cristiandat occidental en dos. De fet, el rei confessa a Metge que cap governant no ha entrat ni entrarà al Cel fins que la cristiandat no torni a estar unida: «No n'ha entrat u en paradís—dix ell—despuis, ne n'hi entrarà mentre durarà lo dit cisma».

### Tercer llibre
En el tercer llibre, Orfeu conta la seva vida i la seva davallada als inferns per recuperar Eurídice; en acabat descriu l'Infern en la línia de Sèneca, Virgili i Dante. També explica que fou un amant que ho abandonà tot per amor, un fet que porta a Tirèsies a parlar de l'amor i les dones que són representades com a «animal imperfet, de passions diverses, desplasents e abominables passionat, no amant altra cosa sinó son propi cos e delits.». Tirèsies critica Metge pel fet de basar la seva felicitat en l'amor cap a la seva amant, un fet que porta l'endeví a criticar de manera violenta les dones. Per fer-ho, Tirèsies empra fragments traduïts gairebé literalment del Corbaccio, de Boccaccio. Les dones són descrites com a éssers avariciosos i enganyosos que fan servir el maquillatge i la roba per manipular els homes, individus que només volen pels diners:
| «                        | ¿Què et diré de llur avarícia? Si ho començaré, dubta'm que me'n puixa lleixar. Ultra los grans furts que fan als marits e a llurs fills pubills, e l'extorsió als amadors que molt no els plaen, veges a quantes viltats se sotsmeten per créixer e aconseguir gran aixovar. No es poria trobar algun vell bavós, ab los ulls llagremosos e encara que les mans e lo cap li tremolen, per vil, sutze e disformat que sia, que elles per marit rebujassen solament que el vegen ric e opulent. | » |
| — Bernat Metge, Lo somni | |   |

### Quart llibre
Per contra, en aquest últim llibre Metge fa una defensa del gènere femení. L'objectiu d'aquest llibre és rebatre la crítica que fa Tirèsies del comportament de les dones, a través d'una enumeració d'una llarga llista de dones exemplars i posteriorment d'una crítica als homes: 
| «                        | —Tu has dit lo pitjor que has pogut de les dones—responguí jo—; e per les bones obres que m’han fetes vull-les excusar tant com poré, en dues maneres principalment: l'una, dient lo bé que és en elles, e en temps passat n'és esdevengut en lo món; l’altra mostrant-te lo mal que comunament és en los hòmens[…]. | » |
| — Bernat Metge, Lo somni | |   |

Metge fa una lloança molt extensa a totes les dones, començant per l'Antiguitat i estenent-se al llarg de tota la història. Després d'això lloa diverses dones contemporànies: Elisenda de Montcada, esposa de Jaume el Just; Elionor de Sicília, mare de Joan el Caçador; Elionor de Xipre, esposa de Pere I de Xipre; Sibil·la de Fortià, esposa de Pere el Cerimoniós; Violant de Bar, esposa de Joan el Caçador i Maria de Luna, cònjuge de Martí l'Humà.

De fet, para una atenció especial a aquesta última, ja que se'n vol guanyar el favor després del seu empresonament:
| «                        | […] conclouré breument en la regina dona Maria, ara regnant, no gens per tal que ella meresca ésser darrera per menoritat de virtuts, mas per dar-li’n avantatge e honor. Ella serà la clau que tancarà l’obra, e lo signe posat a la fi del rescrit e lo segell autoritzant complidament aquell. Tantes són les virtuts de què la poria dignament lloar, que no sé on començ[…]. | » |
| — Bernat Metge, Lo somni | |   |

Després de lloar la reina Maria i comparar-la amb Penèlope, Metge critica els homes —que considera superiors— rebatent punt per punt els arguments contra les dones de Tirèsies. Finalment, el llibre acaba quan l'autor es desperta desconsolat del seu somni:
| «                        | Dient Tirèsies aquestes paraules, los falcons, astors e cans dessús dits començaren a cridar e udolar fort agrament. E jo desperté'm fort trist e desconsolat, e destituït tro al matí següent de la virtut dels propris membres, així com si lo meu espirit los hagués desemparats. | » |
| — Bernat Metge, Lo somni | |   |

## Referents
En aquesta obra, Bernat Metge recupera un tema present en obres clàssiques com el «Somni d'Escipió» de Ciceró o La consolació de la filosofia de Boeci. El primer es tracta d'un passatge del llibre IV de La República, uns obra molt difosa a Europa gràcies a la còpia amb comentaris que en feu Macrobi. De fet, autors renaixentistes com Petrarca o Boccaccio agafen aquestes obres com a referent per escriure Secretum vel (o De Crontemptu mundi) i el Corbaccio (o Il Laberinto d'Amore) respectivament. Metge se serví d'aquestes quatre versions del mateix tema com a inspiració per a l'elaboració de Lo somni, que és una barreja de totes aquestes fonts. A banda del títol que Metge pren del «Somni d'Escipió», es pot observar que l'ànima d'Escipió apareix en les mateixes circumstàncies que el rei Joan el Caçador. Tots dos s'apareixen al mig d'un somni angoixós que és utilitzat com a recurs per introduir la ficció narrativa i per justificar el diàleg amb dues figures il·lustres que ja han mort. Així doncs, la imitació d'aquesta obra per part de Bernat Metge és una mostra de la seva cultura clàssica i humanística.

## Edicions

### Manuscrits
Durant el segle xv l'obra apareix documentada en les biblioteques privades de diversos personatges, de fet, el mateix Martí l'Humà, n'hauria demanat una còpia per carta el 1399. Les referències desapareixen a partir del segle xvi, igual que les obres de la majoria d'autors medievals. En total, es conserven quatre manuscrits de Lo somni del segle xv. Dos de complets (el de la Biblioteca Nacional de França i el de la Biblioteca Universitària de Barcelona) i dos de fragmentaris (el de la Biblioteca de l'Ateneu Barcelonès i el de la Biblioteca de Catalunya):
- Lo somni d’en Bernat Metge (primera meitat del segle xv). Barcelona. Ateneu Barcelonès, Ms. III, fols. 133r-204v.
- Lo somni d’en Bernat Metge (primera meitat del segle xv). Barcelona. Biblioteca de Catalunya, Ms. 831, fols. 1r-17r.
- Comença lo libre apelat Sompni (segona meitat del segle xv). París. Nationale, Ms. Espagnol 305, fols. 3r-96r.
- Historia del sompni de Bernat Metge (segona meitat del segle xv). Barcelona. Biblioteca de la Universitat de Barcelona, Ms. 17, fols. 40r-100r.[20]

### Edicions modernes
Des de la publicació a París d'una edició bilingüe en català i francès de Lo somni, editada per Josep Miquel Guàrdia el 1889, s'han publicat nombroses edicions crítiques de l'obra de Metge i se n'han fet diverses traduccions a altres llengües. Així doncs, les diverses edicions modernes que s'han fet de l'obra són les següents:
- Le Songe de Bernat Metge. Introducció i notes de Josep Miquel Guàrdia. Edició bilingüe francès-català.  París: Alphonse Lemerre, 1889.
- Lo sompni den Bernat Metge ab gran diligencia revist e ordenat; afegida novament la història de Valter e de la pacient Griselda per lo mateix Bernat Metge arromançada.  Barcelona: Estampa de Francisco Altés, 1891. Edició a partir dels manuscrits originals de la Biblioteca Nacional de França i dels còdexs de Barcelona, amb algunes variants respecte a l'edició de Bordeus.
- Històries d’altre temps, II: Lo somni d'en Bernat Metge.  Barcelona: Ramon Miquel i Planas, 1907.
- Les obres d'en Bernat Metge.  Barcelona: Ramon Miquel i Planas, 1910.
- El somni. Selecció de Lluís Nicolau d'Olwer.  Barcelona: Ricard Duran i Alsina, 1919 (2a ed., 1946).
- Lo somni (Facsímil). Text, notes i glossari de Josep Maria de Casacuberta; introducció de Lluís Nicolau d'Olwer].  Barcelona: Barcino / Impr. La Neotipia, 1924. (2a ed. 1980).
- Lo somni. Edició, pròleg i notes d'Antoni Vilanova i Andreu.  Barcelona: Publicaciones de la Escuela de Filología de Barcelona, Consejo Superior de Investigaciones Científicas i Instituto Antonio de Nebrija, 1946.
- Obres completes i selecció de lletres reials per ell redactades. Edició de Martí de Riquer.  Barcelona: Selecta, 1950.
- Obras de Bernat Metge (en castellà). Edició crítica, traducció, notes i pròleg de Martí de Riquer.  Barcelona: Universitat de Barcelona, 1959.
- Obra completa de Bernat Metge. Edició Lola Badia i Xavier Lamuela.  Barcelona: Selecta, 1975 (2a ed., 1983) (Biblioteca Gasela).
- Lo somni. Edició de Marta Jordà; pròleg de Giuseppe Tavani.  Barcelona: Edicions 62, 1980 (Les millors obres de la literatura catalana). ISBN 9788429716146.
- Valter e Griselda; Lo somni. Edició de Marta Jordà.  Barcelona: Edicions 62 i Edicions Orbis, 1984 (Història de la Literatura Catalana). ISBN 9788475308777. Edició de Lo somni publicada a la col·lecció MOLC el 1989.
- El somni. Adaptació de Jordi Vinyes.  Barcelona: Laertes Editorial, 1990.
- Lo somni. Edició i notes de Jordi Grifoll.  Barcelona: Editorial Teide, 1993 (Tria de Clàssics). ISBN 978-84-307-8448-6.
- Lo somni. Edició i notes de Sebastià Alzamora.  Barcelona: Editorial Onda, 1997.
- Lo somni. Edició i notes de Lola Badia.  Barcelona: Quaderns Crema, 1999 (Mínima minora). ISBN 978-84-7727-402-5.
- Lo somni. Edició i pròleg de Lola Badia.  Madrid: MDS Books i Mediasat, 2003.
- Lo somni. Introducció i propostes de treball de Ferran Gadea; versió moderna a cura de Jordi Tiñena.  Barcelona: Editorial Proa, 2004 (Les Eines). ISBN 978-8484376712.
- Lo somni. Edició d'Isabel Grifoll.  Barcelona: Castellnou Edicions i Biblioteca Hermes, 2005 (Narrativa. Clàssics Catalans). ISBN 978-8482875972.
- El somni. Edició de Jordi Vinyes i Domènec Marzà.  Barcelona: Laertes Editorial, 2005 (Lectures i itineraris). ISBN 9788475845401.
- Lo somni. Edició Stefano Maria Cingolani.  Barcelona: Barcino, 2006 (Els Nostres Clàssics). ISBN 978-84-7226-720-6.
- Lo somni/El sueño. Traducció: Julia Butiñá. Edició bilingüe català-castellà.  Madrid: Centro de Lingüística Aplicada Atenea, 2007.
- El somni. Adaptació d'Alba Dedéu.  Barcelona: Barcino, 2012 (Tast de Clàssics). ISBN 978-84-7226-775-6.[21][20]

### Traduccions

#### Francès
- Le Songe de Bernat Metge (en francès). Introducció i notes de Josep Miquel Guàrdia. Edició bilingüe francès-català.  París: Alphonse Lemerre, 1889.
- Bernat Metge. Le Songe (en francès). Patrick Gifreu.  Perpinyà: Éditions de la Merci, 2015.

#### Castellà
- Obras de Bernat Metge (en castellà). Edició crítica, traducció, notes i pròleg de Martí de Riquer.  Barcelona: Universitat de Barcelona, 1959.
- El sueño (en castellà). Edició, traducció, introducció i notes de Martí de Riquer.  Barcelona: Editorial Planeta, 1985.
- Sueño (en castellà). Traducció: Alfredo Darnell Gascou.  Madrid: Enciclopèdia Catalana i Alianza Editorial, 1987.
- El sueño (en castellà). Traducció: Julia Butiñá.  Alacant: Universitat d'Alacant, 2004. Arxivat 2023-08-17 a Wayback Machine.
- El sueño (en castellà). Edició, traducció i introducció de Jorge Carrión.  Barcelona: DVD Ediciones i Barcino, 2006.
- Lo somni/El sueño. Traducció: Julia Butiñá. Edició bilingüe català-castellà.  Madrid: Centro de Lingüística Aplicada Atenea, 2007.

#### Anglès
- The Dream of Bernat Metge (en anglès). Edició, traducció, introducció i notes de Richard Vernier.  Aldershot: Burlington Ashgate, 2002.
- ‘The Dream’ of Bernat Metge. Del Somni d’en Bernat Metge (en anglès). Traducció: Antonio Cortijo Ocaña i. Elisabeth Lagresa. Edició, introducció i notes d'Antonio Cortijo Ocaña.  Amsterdam, Pennsilvània: John Benjamins, 2013.

#### Italià
- Il sogno (en italià). Traducció: Giorgio Faggin.  [[Alessandria (municipi del Piemont)|]]: Edizioni dell'Orso, 2004.

#### Alemany
- Der Traum (en alemany). Traducció: Roger Friedlein. Edició d'Alexander Fidora.  Berlín i Barcelona: Barcino: Lit Verlag, 2013.

#### Portuguès
- Lo somni/O sonho. Traducció: Ricardo da Costa. Edició bilingüe català-portuguès.  Madrid: Centro de Lingüística Aplicada Atenea, 2015.

#### Grec
- La tradición del Humanismo mediterráneo: “Lo somni”, el diálogo de Bernat Metge. Estudio y traducción anotada al griego (Tesi doctoral) (en castellà i grec). Traducció, Introducció, edició i notes d'Ilias Oikonomopoulos.  Alacant: Universitat d'Alacant, 2017.[20]

## Lectura dramatitzada
El 2013, durant els actes commemoratius del 6è centenari de la mort de Bernat Metge, la Fundació Romea i la Fundació Lluís Carulla, a través del grup Amics dels Clàssics, organitzà una lectura dramatitzada de Lo somni. L'espectacle fou dirigit per Carles Canut i basat en l'adaptació del llibre d'Alba Dedeu publicada dins la col·lecció Tast de Clàssics de l'Editorial Barcino. La lectura dramatitzada es feu al Teatre Romea pels actors Joan Pera (Bernat Metge), Toni Sevilla (Joan el Caçador), Jordi Brou (Orfeu) i Jordi Boixaderas (Tirèsies), amb l'acompanyament musical de Miquel Pujadó a la guitarra.